# Bandera del óblast de Ternópil
La bandera del óblast de Ternópil es un símbolo oficial del óblast de Ternopil de Ucrania que sigue la tradición histórica de utilizar símbolos regionales, un atributo de los gobiernos locales y del poder ejecutivo.
La bandera tiene un estandarte azul rectangular con una relación de aspecto de 2:3, una espada amarilla y una llave colocadas en el medio, y tres torres blancas con acentos amarillos encima de ellas.

## Historia
En diciembre de 2001, se aprobó una pancarta rectangular con una relación de aspecto de 2:3, que constaba de dos franjas horizontales, amarilla y azul, en una relación de 1:2. En la franja amarilla: tres torres blancas con puertas abiertas. En la franja azul había una espada vertical amarilla con la empuñadura hacia arriba y una llave amarilla horizontal.
Después de los comentarios de la Sociedad Heráldica de Ucrania sobre el escudo de armas, la nueva decisión del 18 de noviembre de 2003 cambió la bandera de la región.